# Харьков-2
«Харьков-2» (укр. Харків-2) — украинский футбольный клуб из города Харьков. Выступал во Второй лиге Украины. Являлся фарм-клубом «Харькова». Команда проводила свои домашние матчи на харьковском стадионе «Олимпик».

## История
Команда основана в 2005 году. Первую игру в рамках Второй лиги Украины «Харьков-2» провёл 20 августа 2005 года против мариупольского «Ильичевца-2» (0:1). В течение сезона команда не одержала ни одной победы, трижды сыграла вничью и в 21 матче харьковчане потерпели поражение. По итогам сезона 2005/06 «Харьков-2» занял последнее 13 место в своей группе и прекратил существование.
Главным тренером в течение всего сезона являлся Александр Довбий. Лучшим бомбардиром с 4 голами стал Виталий Орлов, а гвардейцем — Андрей Брычко (23 игры).

## Статистика
| Сезон   | Дивизион            | Место в чемпионате | И  | В | Н | П  | ГЗ | ГП | О | Примечание |
| ------- | ------------------- | ------------------ | -- | - | - | -- | -- | -- | - | ---------- |
| 2005/06 | Вторая лига Украины | 13 из 13           | 20 | 0 | 3 | 21 | 12 | 60 | 3 | Понижение  |